# Gúberovo
Gúberovo (en rus: Губерово) és un poble del krai de Primórie, a l'Extrem Orient de Rússia, que en el cens del 2010 tenia 631 habitants.